# Крушановка (Хмельницкая область)

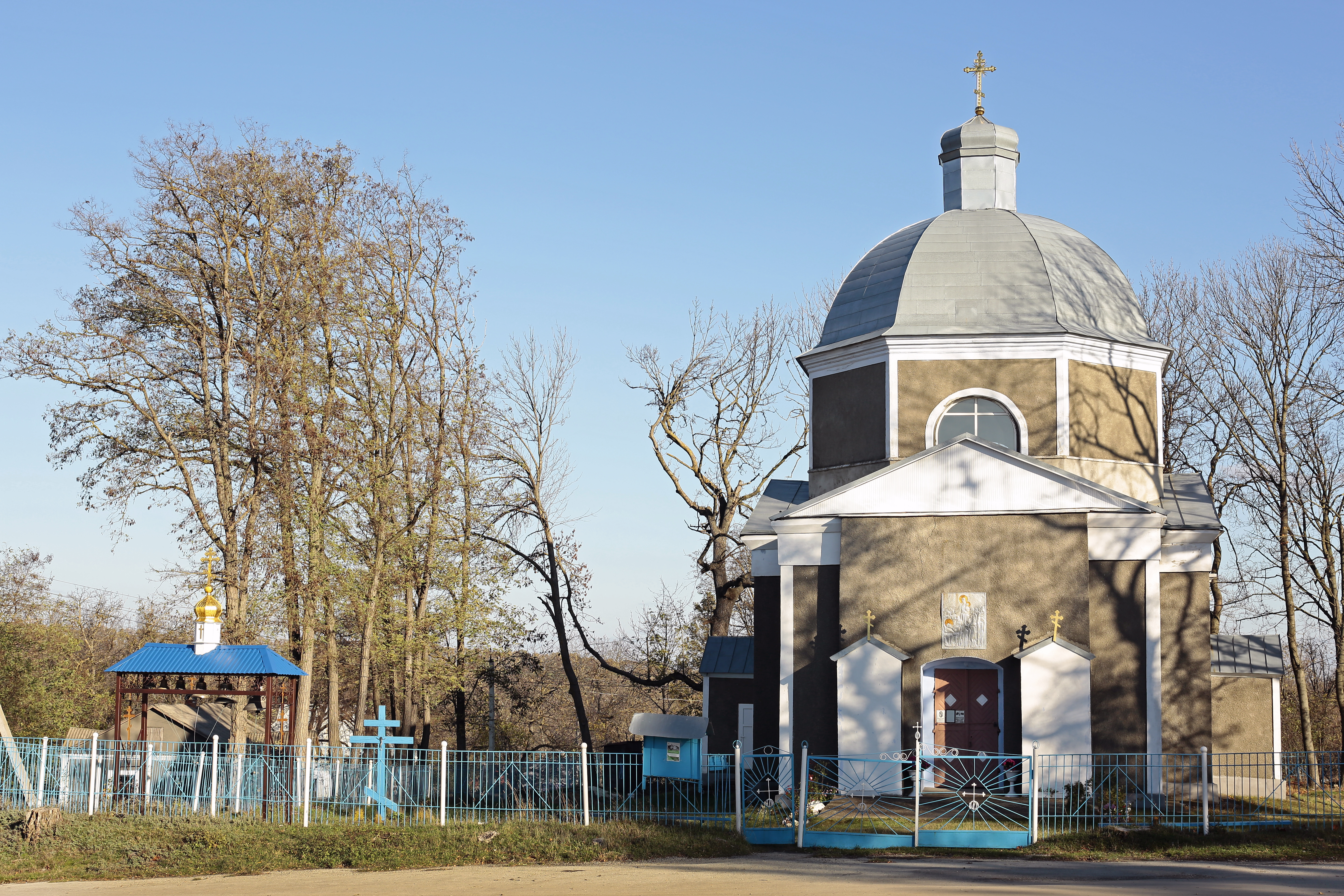
Успенская церковь в селе Крушановка

Крушановка (укр. Крушанівка) — село в Каменец-Подольском районе Хмельницкой области Украины.
Население по переписи 2001 года составляло 768 человек. Почтовый индекс — 32390. Телефонный код — 3849. Занимает площадь 1,87 км².

## Местный совет
32300, Хмельницкая обл., Каменец-Подольский р-н, с. Крушановка